# Nedeco

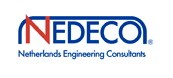

Nedeco (Netherlands Engineering Consultants) was een overkoepelend Nederlands ingenieursonderneming die zich in de periode 1950-2000 richtte op (waterbouwkundige) ingenieursdiensten voor het buitenland. Het was een samenwerkingsverband tussen grote ingenieursbureaus in Nederland. DHV en Van Hasselt en De Koning (beide nu opgegaan in Haskoning) alsmede Witteveen+Bos en Fugro maakten onder andere deel uit van Nedeco.

## Ontstaan
In 1949 is Nedeco op initiatief van een aantal ingenieursbureaus opgericht als samenwerkingsverband voor het verrichten van ingenieursdiensten in het buitenland. De constructie was zodanig opgezet dat ook deskundigen van Rijkswaterstaat, de Dienst der Zuiderzeewerken en de waterschappen in dit verband ingezet konden worden. Ook de deskundigheid van het Waterloopkundig Laboratorium (nu Deltares) kon worden ingezet. Financiering was problematisch, maar op 9 juni 1951 werd de stichting Nedeco opgericht.
Nedeco ging zich bezighouden met het acquireren van projecten in het buitenland, fungeerde als een administratief centrum voor de ingenieursbureaus, deelde projecten uit in samenwerking met de deelnemende ingenieursbureaus en voerde ook enkele projecten alleen uit. Voor de ingenieursbureaus waren de activiteiten waar Nedeco zich mee bezighield gunstig. Zij konden zich door de beperkte onderlinge concurrentie sterker weren op de internationale markt. Bovendien konden zij via Nedeco opdrachten uitvoeren voor de Wereldbank en andere internationale financieringsinstellingen. De buitenlandervaring van de bureaus was namelijk in de jaren vijftig en zestig te gering om zelf een buitenlands project aan te pakken. In Nedeco-verband stonden de bureaus veel sterker in het buitenland.
Nedeco voerde de eerste twintig jaar talloze projecten uit over de hele wereld. In 1968 draaide Nedeco een omzet van 14,5 miljoen gulden. Aan het eind van de jaren zestig werkte Nedeco mee aan 61 projecten in 55 landen, met name op het gebied van watermanagement maar ook op het gebied van infrastructuur, landbouw en andere aandachtsgebieden.  De bloeiperiode van Nedeco duurde tot ongeveer 1975. Begin jaren zeventig was Nedeco een organisatie met ongeveer 25 man eigen personeel, maar via de ingenieursbureaus waren er veel meer mensen betrokken. Na 1975 kwam hierin verandering.

## Periode na 1975
De ingenieursbureaus konden zichzelf na 1970 steeds beter redden in het buitenland. Dankzij de globalisering begon het werk in het buitenland aan te trekken en de bureaus profiteerden daarvan. DHV en Royal Haskoning bijvoorbeeld maakten vanaf de jaren tachtig en negentig een flinke ontwikkeling door. Beide ingenieursbureaus richtten internationale hoofdkantoren op die met lokale financiering projecten realiseerden. De ingenieursbureaus werden groter en zelfstandiger en kregen steeds meer kritiek op de werkwijze van Nedeco. Verschillende ingenieursbureaus, waaronder Haskoning en DHV, begonnen zich zelfs af te zetten tegen Nedeco. Dat kwam omdat Nedeco zelf inmiddels een sterke en onafhankelijke positie had verworven. Personeel van Nedeco kon zelfstandig, zonder assistentie van een van de deelnemende ingenieursbureaus, opdrachten uitvoeren, en Nedeco maakte gretig gebruik van personeel vanuit Rijkswaterstaat. De deelnemende ingenieursbureaus werden op deze manier buitenspel gezet.
In 1973 vond er een 'herstructurering' plaats. Mede dankzij deze wijzigingen werd het personeelsbestand van Nedeco drastisch ingekrompen. De nieuwe structuur werd getekend door DHV, Grontmij, Haskoning, Ilaco, NACO, Infraconsult, WL, De Weger, BVN, NEI, Tebodin, BVS, Comrimo, IACE, Iwaco, Marcon, Op ten Noort Blijdenstein, Piecon en Witteveen en Bos. Na de herstructurering besloot Nedeco zichzelf objectiever ten opzichte van de leden op te stellen. De ingenieursbureaus wilden ook niet meer dat alle informatie over nieuwe projecten gedeeld werd met andere deelnemende bureaus binnen Nedeco. Toenmalig Nedeco-directeur, mr. Frijlink, zette een nieuw systeem op waarin individuele bureaus informatie konden insturen over potentiële projecten, acquisitieactiviteiten, pre-kwalificaties en proposals. Het bureau dat als eerste met een project kwam, kon dit uitvoeren onder Nedeco-naam. Bureaus hadden geen zicht op welke projecten op die manier werden ingestuurd. Deze kartelvormige structuur bleek echter niet houdbaar. Het gevolg was onder andere dat de overheid niet zomaar een opdracht kon geven aan Nedeco, die deze opdracht dan weer aan de bureaus kon geven. De overheid werd verplicht een tender uit te schrijven waar niet langer Nedeco, maar de individuele bureaus op konden inschrijven. Door nieuwe aanbestedingsregels werd Nedeco vanaf de jaren 1990 steeds vaker uitgesloten door grote opdrachtgevers zoals de Wereldbank en de verschillende Development Banks, alsmede door de Europese Unie.

## Afbouw
Daarom is in 2001 besloten om Nedeco af te bouwen. De naam bleef wel bestaan, om te voorkomen dat andere organisaties of bedrijven in het buitenland misbruik zouden maken van de goede naam van Nedeco. Verder resteerde nog een potje geld, ontstaan door winst op projecten. Dat geld wordt sinds 2008 gebruikt voor een programma voor studenten die een buitenlandse stage lopen bij een van de ingenieursbureaus van Nedeco.

## Het Nedeco-archief
Een deel van het Nedeco-archief is overgedragen aan het Nationaal Archief. Het gaat om een deel van de projectdossiers over de periode 1951-1986. Niet alle projectdossiers zijn overgedragen, een deel is vernietigd of bij Nedeco achtergebleven. Op het archief is ook een nadere toegang gemaakt waarin gezocht kan worden naar projectdossiers. Op die manier kan gezocht worden op locatie en partners en indien het dossier bij het Nationaal Archief aanwezig is, kan het ingezien worden.
Veel rapporten zijn ook in de bibliotheek van de TU Delft en Wageningen University te vinden, soms in digitale vorm.

## Nedeco-regeling
De Nedeco-regeling is een fiscale regeling die speciaal voor medewerkers van Nedeco in het leven geroepen is, maar van toepassing is voor alle werknemers die worden uitgezonden naar een ontwikkelingsland. De werknemer kan onder bepaalde voorwaarden in aanmerking komen voor een forfaitaire fiscale aftrek van 30%. 